# Banu Salama
Banu Salama z dynastii Tudżybidów był namiestnikiem regionów Hueski oraz Barbastro w północnej części Al-Andalusu między ok. 780-800. Były to tereny graniczne z krajem Franków.
W 800 Bahlul ibn Marzuk wzniecił bunt w Saragossie i obalił Banu Salama.